# Birchall Pearson
Birchall Pearson, född 3 april 1914, död 13 september 1960, var en friidrottare från Kanada. Han deltog vid olympiska sommarspelen 1932.